# Springfield (Vermont)
Springfield is een plaats (town) in de Amerikaanse staat Vermont, en valt bestuurlijk gezien onder Windsor County.

## Demografie
Bij de volkstelling in 2000 werd het aantal inwoners vastgesteld op 9078.

## Geografie
Volgens het United States Census Bureau beslaat de plaats een oppervlakte van
128,2 km², waarvan 127,7 km² land en 0,5 km² water. Springfield ligt op ongeveer 191 m boven zeeniveau.

## Plaatsen in de nabije omgeving
De onderstaande figuur toont nabijgelegen plaatsen in een straal van 20 km rond Springfield.